# 사이토카인 방출 증후군
사이토카인 방출 증후군( - 放出 症候群, 영어: cytokine release syndrome, CRS) 또는 심한 경우 사이토카인 폭풍( - 暴風, 영어: cytokine storm)은 감염이나 특정 약물 등 다양한 요인에 의해 유발될 수 있는 전신 염증 반응 증후군의 일종이다. 사이토카인 방출 증후군은 많은 수의 백혈구가 활성화되고 염증성 사이토카인을 방출할 때 발생하며, 이는 다시 더 많은 백혈구를 활성화시킨다. 또한 사이토카인 방출 증후군은 일부 단클론항체 약물 뿐만 아니라 면역항암요법의 부작용으로 나타날 수도 있다. 약물 투여의 결과로 발생하는 경우는 주입물 반응(infusion reaction)이라 한다.

## 징후 및 증상
증상으로는 발열, 피로, 식욕부진, 근육통 및 관절통, 구역, 구토, 설사, 발진, 빠른 호흡, 빠른 심장 박동, 저혈압, 발작, 두통, 혼란, 섬망, 환각이 있다.
실험적 검사 및 임상 모니터링으로 나타난 증상은 저혈압, 맥박 증가, 심박출량 증가(초기), 심박출량 감소(후기), 고질소혈증, 높은 아미노 전이 효소, 인자 I 결핍, 과다출혈, 정상보다 높은 빌리루빈 수치가 있다.

## 원인
사이토카인 방출 증후군은 B세포, T세포, 자연 살해 세포, 대식세포, 수지상 세포, 단핵구 등 백혈구가 대거 활성화되어 염증성 사이토카인을 분비할 때 발생하는데, 이는 결국 백혈구를 활성화시키면서도 더 많은 백혈구를 활성화시킨다. 이 세포들은 세포자살이나 괴사로 죽는 감염된 세포들에 의해 활성화된다.
이것은 면역 체계가 병원체와 싸울 때 발생할 수 있는데, 사이토카인은 T세포나 대식세포와 같은 면역세포를 감염 현장으로 이동시키기 위해 신호를 보내기 때문이다. 게다가 사이토카인은 그러한 세포들을 활성화시켜 더 많은 사이토카인을 생산하도록 자극한다.
또한 사이토카인 방출 증후군은 백혈구 수용체를 통해 면역체계를 억제하거나 활성화하기 위한 생체의약품으로도 생겨났다. 장기 이식의 거부를 막기 위해 면역체계를 억제하기 위한 목적으로 고안된 항체인 뮤로모나브-CD3, 항 CD52인 알렘투주맙, 다발성 경화증 및 장기 이식에 사용되는 혈액암 및 자가 면역 장애 치료에 사용되는 리툭시맙이 대표적인 예이다. 키메르 항원 수용체(CAR-T)로 변형된 T세포를 채택한 수용체 T세포 치료법도 사이토카인 방출 증후군을 유발한다.
인터루킨 6은 사이토카인 방출 증후군의 주요 매개자인 것으로 본다.
심각한 사이토카인 방출 증후군은 이식편대숙주병 (GVHD), 급성호흡곤란증후군 (ARDS), 패혈증, 에볼라 출혈열, 조류 인플루엔자, 천연두, 코로나19 및 전신 염증 반응 증후군을 포함한 다수의 감염성 및 비 감염성 질환에서 발생할 수 있다. Hemophagocytic lymphohistiocytosis 및 Epstein-Barr 바이러스 관련 hemophagocytic lymphohistiocytosis는 사이토카인의 극심한 상승에 의해 발생하며 심각한 사이토카인 방출 증후군의 한 형태로 간주 될 수 있다. 또한 사이토카인 반응 증후군은 CD20 항체 키툭시맙 및 CD19 CAR-T 세포 Tisagenlecleucel과 같은 특정 약물에 의해 유도 될 수 있다. Theralizumab으로도 알려진 실험용 약물 TGN1412는 임상 시험에서 6명의 참가자에게 주어졌을 때 매우 심각한 증상을 일으켰다.

## 진단
사이토카인 방출 증후군은 질병 자체의 증상과 구별되고 약물의 경우 다른 부작용과 구별되어야한다. 예를 들어 종양 용해 증후군은 다른 치료 방법이 필요하다.

### 분류
사이토카인 방출 증후군은 전신 염증 반응 증후군의 한 형태이며 일부 약물의 부작용이다.
2010년에 발행된 4.03 버전의 사이토카인 방출 증후군에 대한 유해 사건 분류에 대한 공통 용어 기준은 다음과 같다.
| 단계  | 독성 |
| ----- | --- |
| 1단계 | 가벼운 반응, 주입 중단 표시 안 됨, 개입 표시 안 됨                                                                                                 |
| 2단계 | 치료 또는 주입 중단이 지시되었지만 증상 치료(예 : 항히스타민 제, NSAIDS, 마약, IV 유체)                                                            |
| 3단계 | 연장된 치료(예 : 증상 약물 또는 빠른 주입 중단에 빠르게 반응하지 않음), 초기 개선 후 증상의 재발, 임상 후유증에 대한 입원(예 : 신장 손상, 폐 침윤) |
| 4단계 | 생명을 위협하는 결과, 인공 호흡기 필요 |
| 5단계 | 사망 |

## 예방
약물 투여 전후에 저용량을 사용하고 천천히 주입하며 항히스타민제나 코르티코스테로이드를 투여하면 일부 약물로 인한 심한 사이토카인 방출 증후군을 예방할 수 있다.

## 조치
심각하지 않은 사이토카인 방출 증후군의 치료는 발열, 근육통, 피로 등의 증상을 줄일 수 있는 치료를 동원해야 한다. 심각한 사이토카인 방출 증후군은 산소 흡입이 필요하며 혈압을 높이기 위해 수액과 항고혈압제를 투여해야 한다. 또한 코르티코스테로이드와 같은 면역억제제를 사용해야 할 수도 있지만, 면역계를 활성화시키기 위한 약물의 효과를 부정하지 않도록 판단해야 한다.
항 IL6 단클론항체인 토실리주맙은 일부 병원에서 심각한 사이토카인 방출 증후군을 치료하기 위해 사용되었다.
급성호흡곤란증후군 환자에서 심한 사이토카인 방출 증후군을 치료하는 데 자주 사용되지만, 코르티코스테로이드 및 비스테로이드 항염증제는 임상시험에서 평가되었으며 폐 역학, 가스 교환 또는 초기에 확립된 급성호흡곤란증후군에서 유리한 결과에 영향을 미치지 않는다.

## 역학
심각한 사이토카인 방출 증후군은 드물다. 경미한 사이토카인 방출 증후군은 면역 조절 항체 요법 및 CAR-T 요법의 일반적인 부작용이다.

## 같이 보기
- 혈구탐식성 림프조직구증